# 国务院就业工作领导小组
国务院就业工作领导小组，是中华人民共和国国务院于2019年设立的国务院议事协调机构，负责组织领导和统筹协调就业优先政策工作。2023年撤销，职能并入新组建的国务院就业促进和劳动保护工作领导小组。

## 历史
2019年5月22日，中华人民共和国国务院决定成立国务院就业工作领导小组，进一步加强对就业工作的组织领导和统筹协调，凝聚就业工作合力，更好实施就业优先政策。小组指责包括贯彻落实党中央、国务院关于就业工作的重大决策部署；统筹协调全国就业工作，研究解决就业工作重大问题；研究审议拟出台的就业工作法律法规、宏观规划和重大政策，部署实施就业工作改革创新重大事项；督促检查就业工作有关法律法规和政策措施的落实情况、各地区和各部门任务完成情况，交流推广经验；完成党中央、国务院交办的其他事项。

## 组成人员
组长
- 胡春华（国务院副总理）

副组长
- 张纪南（人力资源社会保障部部长）
- 丁向阳（国务院副秘书长）
- 胡祖才（发展改革委副主任）
- 翁铁慧（教育部副部长）
- 余蔚平（财政部副部长）
- 方永祥（退役军人部副部长）

成员
- 徐南平（科技部副部长）

- 王江平（工业和信息化部副部长）
- 孙力军（公安部副部长）
- 詹成付（民政部副部长）
- 游钧（人力资源社会保障部副部长）
- 易军（住房城乡建设部副部长）
- 韩俊（农业农村部副部长）
- 钱克明（商务部副部长）
- 潘功胜（人民银行副行长）
- 任洪斌（国资委副主任）
- 孙瑞标（税务总局副局长）
- 唐军（市场监管总局副局长）
- 李晓超（统计局副局长）
- 欧青平（扶贫办副主任）
- 魏地春（全国总工会副主席）
- 傅振邦（共青团中央书记处书记）
- 章冬梅（全国妇联书记处书记）
- 程凯（中国残联副理事长）
- 谢经荣（全国工商联副主席）

## 办事机构
人力资源和社会保障部就业促进司（简称人力资源社会保障部就业司），是中华人民共和国人力资源和社会保障部内设机构。人社部就业司与国务院就业工作领导小组办公室（简称国务院就业办）合署办公。

### 职责
根据有关规定，人社部就业司（国务院就业办）承担下列职能：
1. 实施就业优先战略和就业优先政策，拟订促进城乡统筹就业的发展规划和年度计划并组织实施，组织拟订促进就业、鼓励创业的基本政策并指导实施。
2. 拟订劳动者公平就业政策并指导实施，组织拟订流动就业、农村劳动力转移就业政策并指导实施，拟订困难地区促进就业政策并指导实施。
3. 拟订全方位公共就业创业服务发展规划和政策并指导实施，指导公共就业创业服务机构和体系建设，拟订公共就业创业服务制度、规范并指导实施，组织实施公共就业服务国家标准推行工作，参与拟订人力资源服务从业人员相关管理制度，指导开展公共就业创业服务从业人员培训。指导和规范公共就业服务信息管理和发布工作，拟订就业信息化建设规划和规范并指导实施。
4. 拟订促进青年就业创业政策措施、国家计划并指导实施，指导实施青年就业见习工作。牵头拟订高校毕业生就业政策并指导实施，拟订促进高校毕业生就业的国家计划并指导实施。拟订促进妇女、残疾人等群体统筹就业的政策并指导实施，拟订对就业困难人员（含零就业家庭成员和残疾人）的就业援助制度和政策并指导实施。
5. 按照分工，做好外国人来华工作。拟订香港、澳门、台湾居民在内地（大陆）就业政策并指导实施。
6. 参与拟订就业补助资金使用管理办法并指导实施，拟订就业与失业管理办法，指导实施就业与失业登记制度，按照部门分工承担就业和失业统计工作，组织拟订就业信息监测制度并指导实施，研究分析并预判就业形势及发展趋势。
7. 承担国务院就业工作领导小组办公室有关工作。
8. 承办部领导交办的其他事项。

### 机构设置
根据有关规定，人社部就业司（国务院就业办）设置下列机构：
- 综合处
- 政策制度处
- 就业服务处
- 青年就业处（高校毕业生就业处）
- 统筹就业处
- 创业指导处
- 就业信息处